# Roman Kapitonenko
Roman Kapitonenko (ukrainisch: Роман Капітоненко; * 21. Januar 1981) ist ein ukrainischer Amateurboxer im Superschwergewicht und Vize-Weltmeister von 2009.

## Werdegang
Kapitonenko ist mehrfacher Ukrainischer Meister (u. a. 2008 2009 2010 2011) und erreichte 2008 den dritten Platz bei den 37. Europameisterschaften in Liverpool. Er gewann dabei gegen Vladimír Průša aus Tschechien und Yousef Abdelghani aus Israel jeweils vorzeitig und zog ins Halbfinale ein, wo er gegen Kubrat Pulew aus Bulgarien 4:6 nach Punkten unterlag. Eine weitere Bronzemedaille erkämpfte er bei den 38. Europameisterschaften 2010 in Moskau, wo er den Serben Milutin Stanković 7:0 und Modo Sallah aus Schweden 5:1 bezwang. Im Halbfinale unterlag er dem Weißrussen Wiktor Sujew 3:7.
Er gewann bei den 15. Weltmeisterschaften im September 2009 in Mailand, die Silbermedaille im Superschwergewicht. Er besiegte dabei Razvan Cojanu aus Rumänien 13:9, Erislandy Savón aus Kuba 17:6 und Zhang Zhilei aus China 5:2. Im Finale unterlag er jedoch dem Italiener Roberto Cammarelle 5:10. Bei den 16. Weltmeisterschaften von September bis Oktober 2011 in Baku, verlor er im Achtelfinale gegen den Deutschen Erik Pfeifer 14:22.
Bei der in Trabzon ausgetragenen Qualifikation für die Olympischen Sommerspiele 2012 in London, unterlag er erneut knapp dem Weißrussen Wiktor Sujew (14:15), welcher anschließend gegen Magomed Omarow ausschied.

## Ergebnisse weiterer internationaler Turniere (Auswahl)
- Mai 2007: 1. Platz beim 11. Algirdas Socikas Tournament in Kaunas
- Juli 2007: 2. Platz beim 41. Makar Mazay Memorial in Mariupol
- Mai 2009: 1. Platz beim International 2 Nations Tournament in Odessa
- Juli 2009: 1. Platz beim 43. Makar Mazay Memorial in Mariupol
- Dezember 2009: 1. Platz beim 2. AIBA Presidents Cup in Baku
- Oktober 2010: 1. Platz beim 1. EUBC European Cup in Charkiw
- November 2010: 1. Platz beim Four Nations Tournament in Berck
- Februar 2011: 2. Platz beim 62. Strandja Memorial in Pasardschik
- Mai 2011: 2. Platz beim 16. Nurmagambetov Memorial in Almaty
- Juli 2011: 1. Platz beim 45. Makar Mazay Memorial in Mariupol